# Malioutka 9M14
Pour les articles homonymes, voir AT-3 et Sagger.

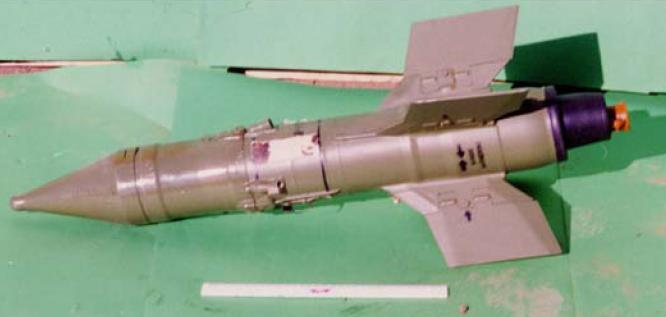
Un missile AT-3A Sagger

Le 9M14 Malioutka (ce qui signifie « petit bébé ») est un missile antichar soviétique filoguidé. Il est désigné en Occident sous le code OTAN AT-3 Sagger. 
C'est historiquement le premier missile antichar portatif soviétique, et probablement le missile antichar guidé le plus largement produit de tous les temps, la production soviétique atteignant les 25 000 unités par an dans les années 1960 et 1970. De plus, des copies de ce missile ont été produites sous divers noms par au moins cinq pays.

## Développement
Le développement du 9M14 Malioutka  commence en juillet 1961 quand le gouvernement confie le projet à deux équipes : Tula et Kolomna. Le cahier des charges demandait les qualités suivantes :
- transportable par un véhicule et/ou un homme
- portée de 3 000 mètres
- pénétration de 200 mm de blindage à 60°
- masse maximale de 10 kg.

Le concept est basé sur les missiles antichars guidés occidentaux des années 1950, comme l'ENTAC français et le Cobra germano-suisse. Finalement, c'est le prototype développé par le bureau de design de machines Kolomna, déjà responsable du AT-1 Snapper, le premier missile antichar soviétique, qui est choisi. Les tests initiaux sont terminés le 20 décembre 1962 et le missile mis en service le 16 septembre 1963.

## Historique

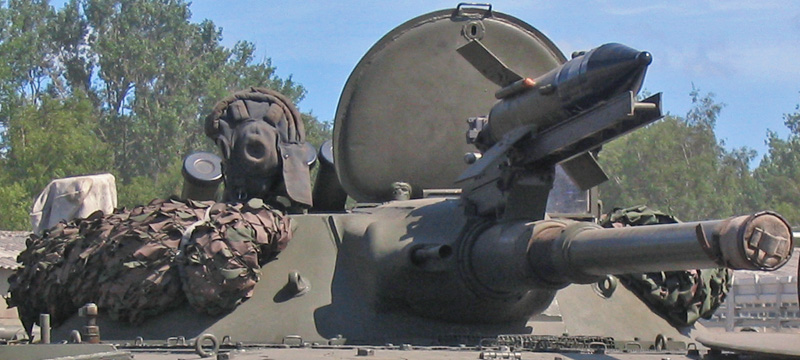
La tourelle d'un BMP-1 avec un missile Sagger

Dans l'armée soviétique, la version portative est déployée au sein du peloton antichar des bataillons de fusiliers motorisés. Chaque peloton a deux sections de Sagger, chacune comptant deux équipes, et chaque équipe avait deux lanceurs. Dans chaque équipe, un assistant porte un lance-roquettes RPG-7. Le missile Sagger ayant une portée minimum de 500 mètres, le RPG-7 sert à couvrir cette zone d'ombre.
Le missile est aussi intégré dans le véhicule de combat d'infanterie BMP-1, le véhicule aéroporté BMD-1 et le véhicule de reconnaissance BRDM-2 et d'autres engins, le Pérou par exemple ayant converti des AMX-13.
Le Sagger est employé par les forces nord-vietnamiennes contre les forces sud-vietnamiennes à partir de 1972 pendant la guerre du Viet-Nâm.
Il est employé avec un grand succès pendant la guerre du Kippour en 1973 par les armées syrienne et égyptienne. En moyenne, chaque équipe y tire 20 missiles, soit environ 2 000 missiles par division, au cours de la guerre. Des sources soviétiques affirment que le Sagger est responsable de la perte de 800 chars israéliens pendant cette guerre, bien que certaines sources parlent de 1 063 chars (mais ce chiffre inclut probablement des chars temporairement hors d'état et réparés en moins de 24 heures).
Le missile est utilisé par les Palestiniens pendant Opération Déluge d'al-Aqsa

## Description

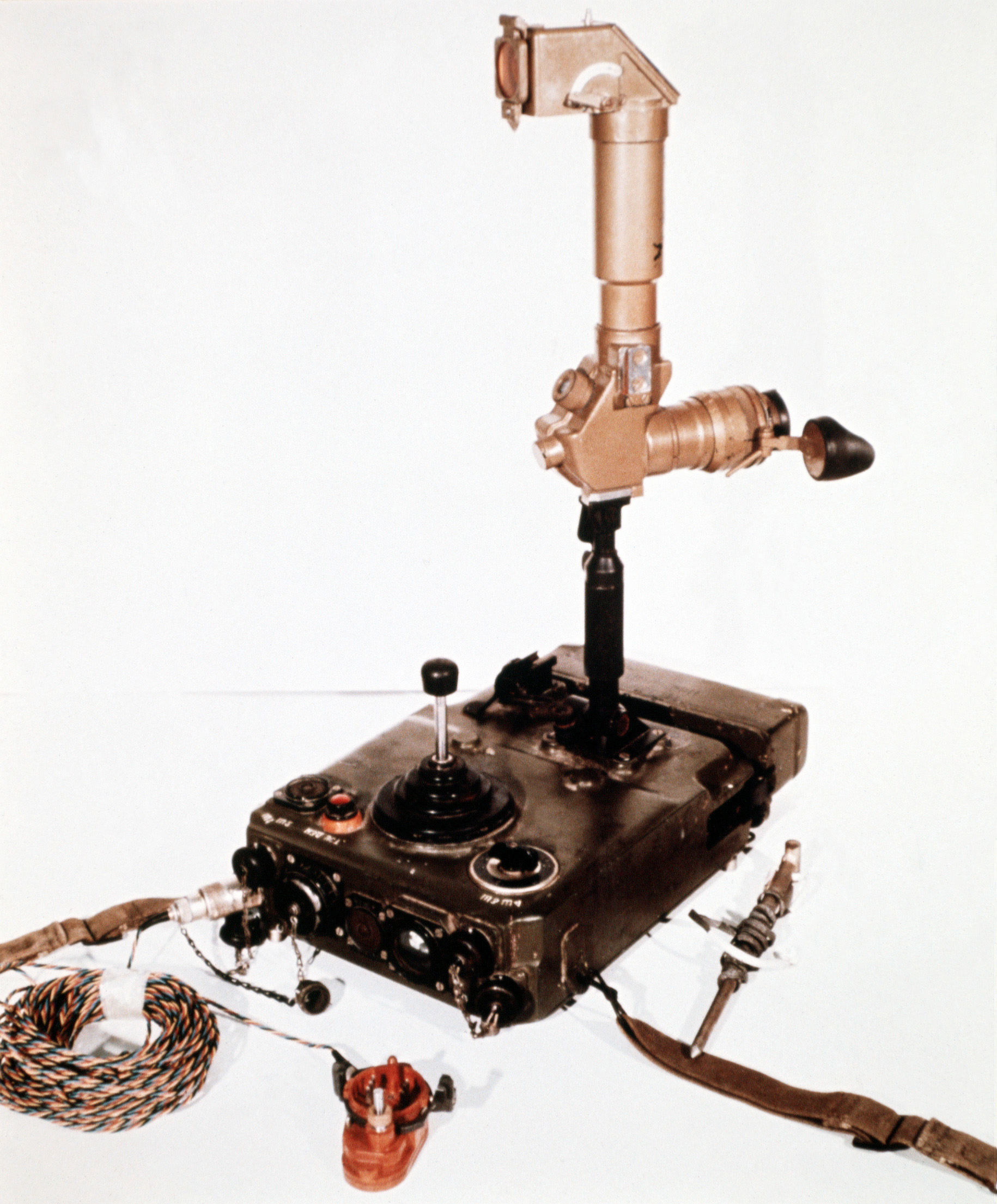
Un boîtier de contrôle 9S415 pour le missile Sagger

Le missile peut être tiré à partir d'un lanceur portatif (le 9P111), des véhicules terrestres (BMP-1, BMD-1, BRDM-2) et des hélicoptères (Mi-2, Mi-8, Mi-24). Il faut environ cinq minutes pour déployer le missile à partir de sa mallette 9P111 en fibre de verre, qui sert également de plate-forme de lancement.
Le missile est guidé vers la cible grâce à un petit joystick (9S415). Le guidage demande une certaine habileté de la part de l'opérateur. Les ajustements de celui-ci sont transmis au missile par un mince câble à trois brins qui est déroulé derrière le missile. Le missile s'élève en l'air immédiatement après le lancement, pour éviter de toucher des obstacles au sol. En vol, le missile tourne sur lui-même au rythme de 8,5 révolutions par seconde. Au départ, le missile tourne à cause de son booster, puis le tournoiement continue à cause du léger angle de ses ailerons. Le missile emploie un petit gyroscope pour s'orienter par rapport au sol. Par conséquent, le missile peut mettre un certain temps à être raligné vers la cible, ce qui lui donne une portée minimale, située quelque part entre 500 et 800 mètres. Pour des cibles à moins de 1 000 mètres, l'opérateur peut guider le missile à l'œil nu. Pour des cibles plus lointaines, il peut employer un périscope 9Sh16 grossissant 8 fois et d'un angle de vue de 22,5 degrés.
Le missile peut frapper des cibles situées à 3 km dans un angle de 45 degrés centré sur l'axe de lancement. À des portées inférieures à 1,5 km, cet angle se réduit, et à une portée de 500 m le missile ne peut frapper que des cibles à 50 m de l'axe de lancement. La précision du missile est bien moindre quand la cible est loin de l'axe de lancement.
Malgré des premières estimations selon lesquelles le missile devait toucher sa cible pour entre 60 et 90 tirs sur 100, en pratique il ne touche qu'entre 2 et 25 fois sur 100, en fonction de l'habileté de l'opérateur et de la situation. Il semble nécessiter 2 300 simulations de tir pour apprendre à tirer le missile correctement, et entre 50 et 60 simulations par semaine pour maintenir son habileté.
Un des problèmes du missile est le temps qu'il met à atteindre sa portée maximale (environ 30 secondes), ce qui laisse à la cible le temps de réagir, en se cachant derrière un obstacle, en déployant un nuage de fumée ou en tirant sur l'opérateur.
Les versions les plus récentes du Sagger pallient ces problèmes en remplaçant le système de guidage par un guidage SACLOS et en augmentant la vitesse de vol.

## Caractéristiques générales (AT-3 Sagger A)
- Longueur : 860 mm
- Envergure : 393 mm
- Diamètre : 125 mm
- Masse au lancement : 10,9 kg
- Vitesse : 115 m/s (moyenne) à 200 m/s (maximum) [3]
- Portée: 500 m à 3 km
- Temps de vol maximal : 30 secondes
- Guidage : par fil, MCLOS
- Charge explosive : 2,5 kg, charge creuse
- Pénétration : 400 mm contre RHA

## Modèles
- AT-3 Sagger
  - AT-3A Sagger A 9M14 Malioutka : guidé par fil, MCLOS. Entré en service en 1963.
  - AT-3B Sagger B 9M14M Malioutka-M : guidé par fil, MCLOS. Entré en service en 1973. Moteur amélioré, qui réduit le temps que met le missile à atteindre sa portée maximale. Masse 11 kg, portée 3 km.
  - AT-3C Sagger C 9M14P Malioutka-P : guidé par fil, SACLOS
    - 9M14P : charge améliorée qui pénètre 460 mm de blindage standard. Entré en service en 1969.
    - 9M14P1 : charge améliorée qui pénètre 520 mm de blindage standard. Sonde extérieure pour efficacité supérieure contre le blindage réactif.
    - 9M14MP1
    - 9M14MP2

  - AT-3D Sagger D : guidé par fil, SACLOS. Entré en service dans les années 1990. Masse : 13 kg, portée : 3 km. Vitesse améliorée à 130 m/s.
    - 9M14-2 Malioutka-2 : charge creuse de 3,5 km, pénétration de 800 mm. Entrée en service en 1992. Masse : 12,5 kg.
    - 9M14-2M Malioutka-2M : charge creuse en tandem pour une meilleure pénétration des blindages réactifs. Masse : 13,5 kg. Vitesse : 120 m/s.
    - 9M14-2P Malioutka-2P
    - 9M14-2F Malioutka-2F : charge de 3 kg thermobarique. Utilisée contre l'infanterie et les véhicules non-blindés.
    - 9M14P-2F
- HJ-73 Hongjian Red Arrow-73 (République populaire de Chine)
  - HJ-73 MCLOS entré en service en 1979
  - HJ-73B SACLOS
  - HJ-73C SACLOS Sonde extérieure pour une efficacité supérieure contre le blindage réactif
- RAAD (Iran)
  - RAAD
  - RAAD-T Sonde extérieure pour une efficacité supérieure contre le blindage réactif
- Susong-Po (Corée du Nord)
- POLK (Slovénie) ; basée sur l'AT-3C
- Kuen Wu 1 (Taïwan)

## Liste d'utilisateurs présents et passés
- Afghanistan
- Algérie
- Angola
- Arménie
- Bulgarie
- Taïwan
- Corée du Nord
- Croatie
- Cuba
- Chypre
- Tchécoslovaquie
- Égypte
- Éthiopie
- Hezbollah
- Hongrie
- Iran
- Irak
- Inde
- Libye
- Mozambique
- Ouganda
- Palestine
- Pérou
- Pologne
- Roumanie
- Serbie
- Slovénie
- Syrie
- Vietnam
- Yougoslavie
- Zambie
- Bosnie-Herzégovine